# 企业架构
企业架构（英語：Enterprise Architecture，或企业体系结构）是在信息系统架构设计与实施的实践基础上发展起来的一个特殊领域，现有的实践，主要来自大型组织，例如政府建设。自1987年Zachman的开创性工作以来，这个领域累积了不少研究与实践，但对“企业架构”概念还没有出现一致公认的定义，综合现有的研究与实践，可以从下面几个方面理解：
- 关于一般性的企业或组织（组织 (社会学)）；
- 包括某种企业模型（英语：Enterprise Model）或企业参考模型（英语：Enterprise Refrence Model）“框架”；
- 涉及企业建模（英语：Enterprise Modeling）基本要素及其相互关系或结构、结构准则；
- 应用、实施涉及或包括整个企业生命周期（英语：Enterprise Life Cycle）上的治理；
- 应用、实施者通常是企业内信息技术部门，或能够从企业战略、业务模式与系统或组织建设角度结合、运用信息技术的部门或职能；
- 应用、实施目标通常是在企业信息技术应用实施、集成中保持与业务的一致性；更深入的目标是建立和维护基于信息技术基础设施、充分发挥信息技术作用的信息化企业，例如所谓電子政府。

## 企业架构的产生与发展

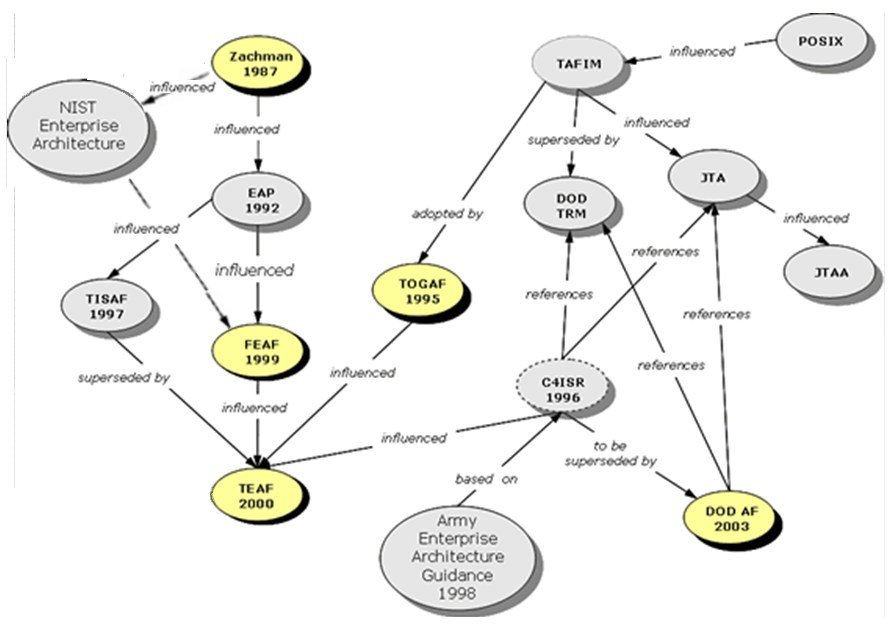
企业架构框架的演化（点击查看原图）

### Zachman框架
企业架构方面的研究与实践源自1980年代关信息系统的规划与设计领域。John Zachman（1987）提出了“信息系统架构的框架”（Framework for Information Systems Architecture），它是一个通用的组织架构模型分类方案，为现今所称的企业架构提出了一个基本的概要性视图。这一工作被视为企业架构方面的开创性工作之一。
在Zachman (1987)基础上，Zhchman以及John Sowa，Keri Anderson，Clive Finkelstein等合作或分别进行了扩充或改进。Zachman (1997)总结提出了经过扩充的、更完整的框架，并改称为“企业架构框架”（Framework for Enterprise Architecture）。

### 早期应用和发展[4]
1996年美国的Clinger-Cohen 法案（曾被称作信息技术管理改革法案）导致了术语“IT架构”的产生。Clinger-Cohen法案要求政府机构的CIO要负责开发、维护和帮助一个合理的和集成的IT架构（ITA）的实施，当时的术语ITA，现在被解释为IT企业架构（EA）。因此，企业架构的早期应用是在一些美国的政府机构，美国政府对企业架构发展起了重要的推动作用。
在Zachman框架的基础上，美国联邦政府内不同部门曾先后提出、应用过多个框架。1999年9月，美国联邦CIO委员会发布了联邦企业架构框架（FEAF）。FEAF旨在为联邦机构提供一个架构的公共结构，以利于这些联邦机构间的公共业务流程、技术引入、信息流和系统投资的协调等。FEAF定义了一个IT企业架构作为战略信息资产库，它定义了业务、运作业务所必须的业务信息，支持业务运行的必要的IT技术，响应业务变革实施新技术所必须的变革流程等要素。2002年2月，OMB建立联邦企业架构程序管理办公室，开发了联邦企业架构（Federal Enterprise Architecture，FEA）。

### 美国标准研究院企业参考模型（NIST EA Model）
美国标准研究院（NIST）在1989年发表的研究报告中，提出了NIST企业架构模型（NIST Enterprise Architecture Model），它是一个五层模型，是后来的重要企业框架FEAF的主要基础之一。

### 美国政府联邦企业架构框架（FEAF）
美国联邦CIO委员会1999年发布的“联邦企业架构框架”（Federal Enterprise Architecture Framework，FEAF），是在美国标准研究院企业参考框架（NIST EA Model）和Zachman等商业领域的研究工作基础上提出的。由业务、数据、应用、绩效和技术5个参考模型构成。

### 美国国防部信息管理技术架构框架（TAFIM）
另一项早期工作是美国国防部开发的一个企业架构参考模型，称为“信息管理技术架构框架”（Technical Architecture Framework for Information Management, TAFIM），其最初的草案TAFIM技术参考模型（TAFIM TRM）于1991年提出。

### Open Group的架构框架（TOGAF）
目前在商业企业领域较有影响的企业架构框架之一，是信息技术标准化组织Open Group的架构框架（TOGAF），其最初的版本（1995）是在TAFIM基础上完成的。这一企业架构框架标准一直在改进之中，目前已发行了第10版。